# Gulkand
Gulkand (denumit gulqand/gulkhand ) este o dulceață dulce din petale de trandafir originară din subcontinentul indian.
Termenul este derivat din limba persană, gul (trandafir) și qand (zahăr/dulce).  

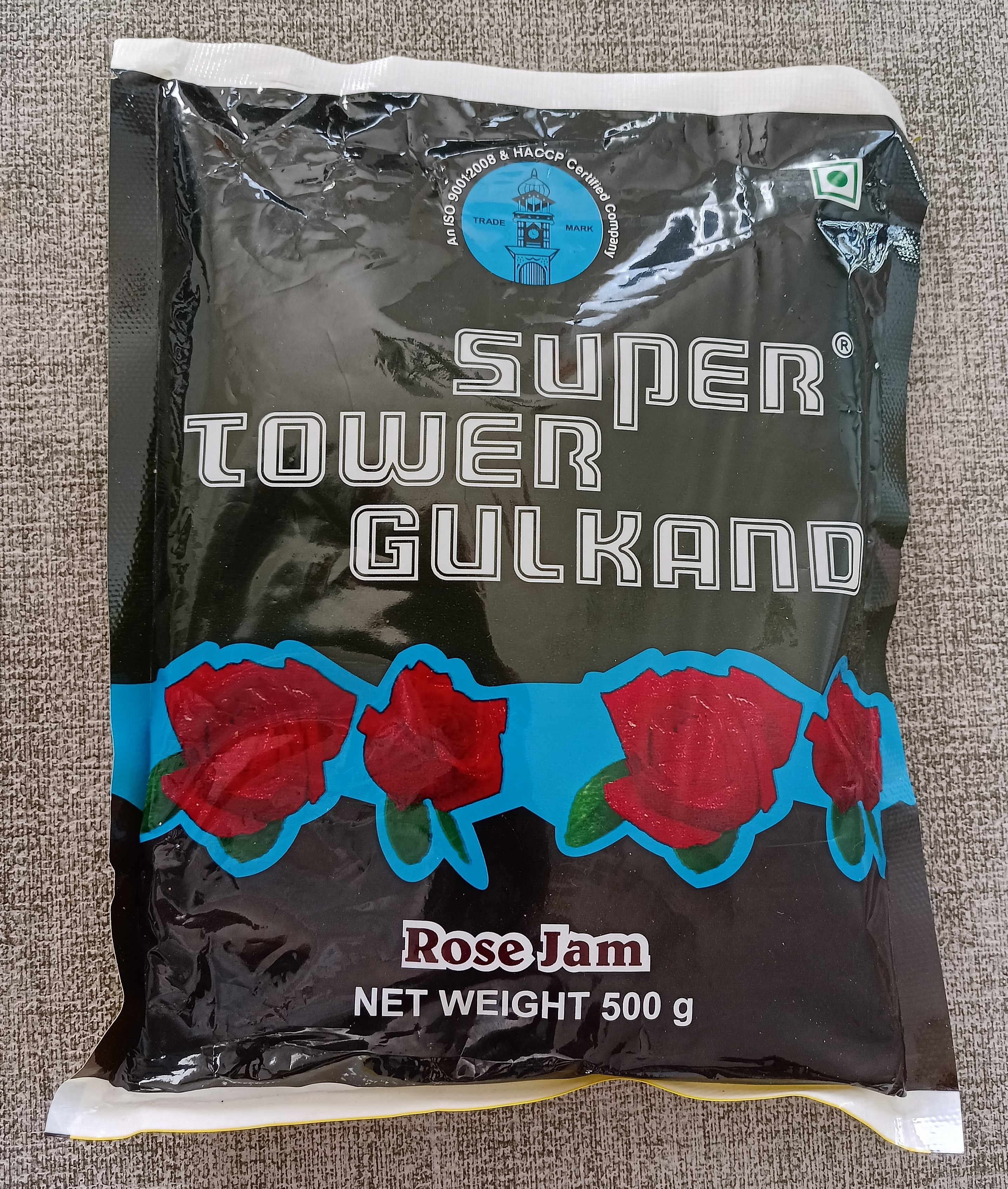
Un sac care conține gulkand

## Mod de preparare
Rețeta tradițională pentru acest tip de dulceață presupune folosirea trandafirilor de Damasc .
Totuși, se pot utiliza și Trandafiri Chinezești, Franțuzești, respectiv cei de Mai.
Se folosesc petale speciale de trandafir roz, amestecate cu zahăr.
Ingredientele sunt gătite lent, astfel compoziția devenind de o consistență groasă. 

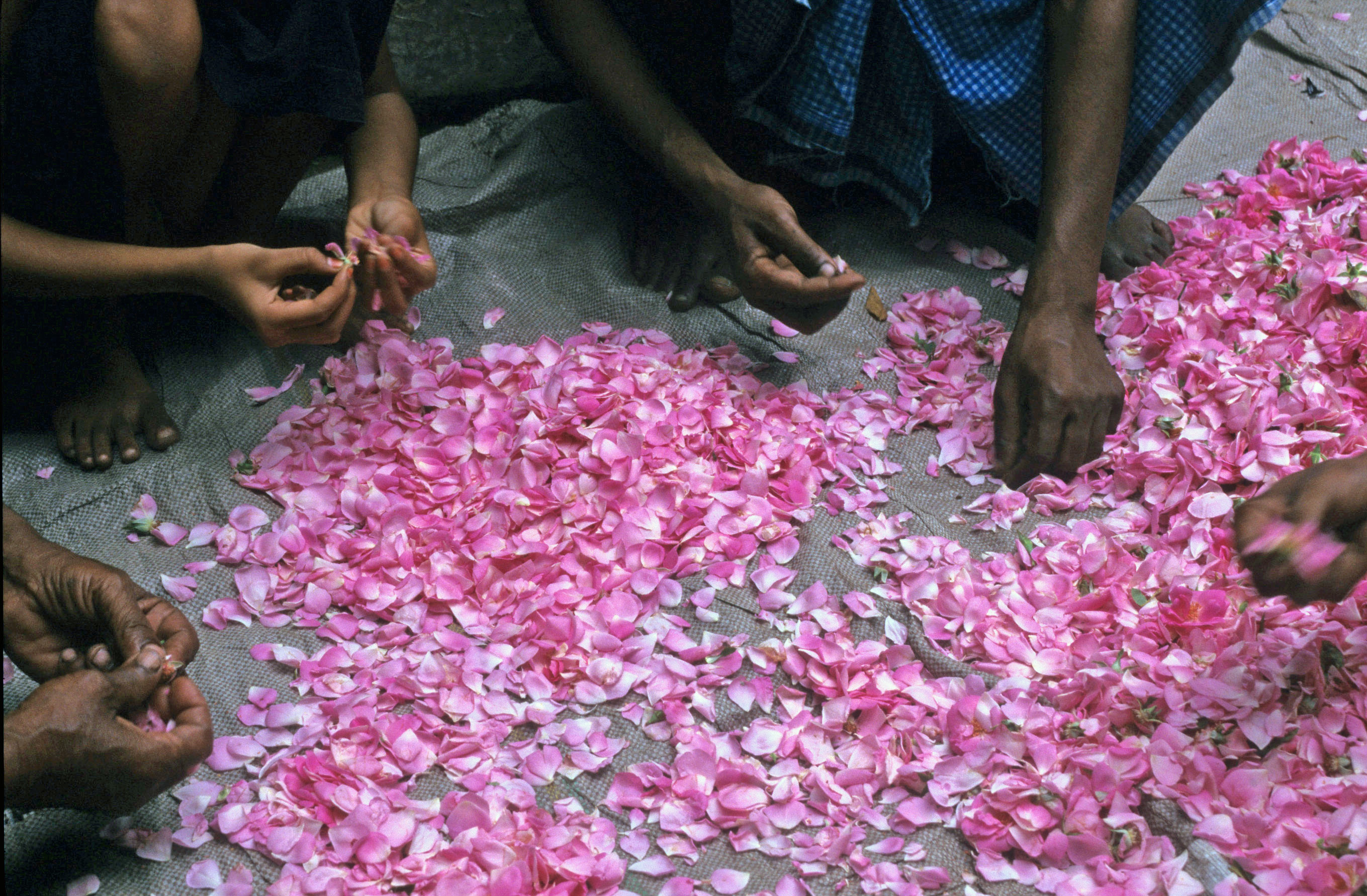
Petale de trandafir

## Medicina holistică
Preparatul este folosit atât în medicina Unani ca tonic răcoritor, cât și în cea ayurvedică și persană pentru ameliorarea dezechilibrelor corporale.